# Thamnodynastes chimanta
Espèce
Thamnodynastes chimanta  est une espèce de serpents de la famille des Dipsadidae.

## Répartition
Cette espèce est endémique de l'État de Bolívar au Venezuela.

## Description
C'est un serpent vivipare.

## Étymologie
Cette espèce est nommée en référence à son lieu de découverte, le Tepuy Chimantá.

## Publication originale
- Roze, 1958 : Los reptiles del Chimantá Tepui (Estado Bolívar, Venezuela) colectados por la expedición botánica del Chicago Natural History Museum. Acta Biologica Venezuelica, vol. 2, no 25, p. 299-314.